# Aternum
Aternum, ou Ostia Aterni, était une cité romaine de la Regio IV Samnium (it). Elle garda le nom d'Aternum jusqu'aux environs de l'an 1000, date à laquelle elle fut remplacée par Piscaria . Elle correspond à l'actuelle ville de Pescara, province de Pescara dans la région des Abruzzes.

## Historique

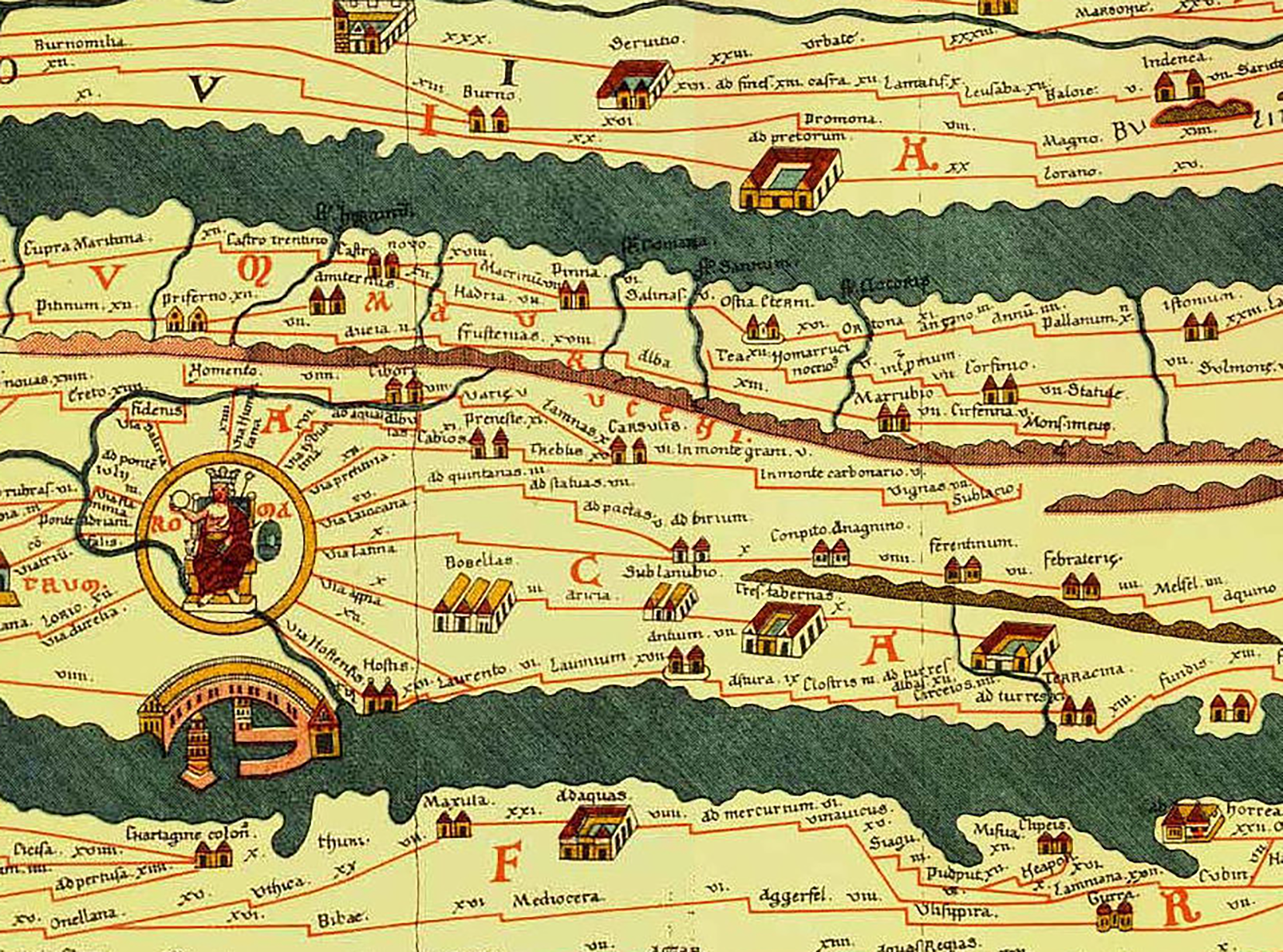
Ostia Aterni dans la Table de Peutinger

C'était la seule ville des Vestins du littoral adriatique. Elle était située sur les rives de la rivière Aterno-Pescara
Reliée à Rome par la Via Tiburtina et son prolongement par la Via Valeria, Aternum a joué un rôle crucial dans la connexion de la capitale aux provinces orientales de l'Empire. Son port, en grande partie occupé par des navires de commerce et de pêche, aurait également été utilisé à des fins militaires. mais la colonie n'a jamais atteint le rang de municipium.
Le bâtiment principal était le temple de Jovis Aternium mais on trouve des traces d'autres temples dédiés à des divinités romaines et même égyptiennes. De plus, il existe des rapports sur la construction d'un pont monumental par l'empereur Tibère.